# Natri tetracarbonylferrat
Natri tetracacbonylferrat là hợp chất hóa học có công thức Na2Fe(CO)4. Chất rắn không màu nhạy với oxy này được dùng trong tổng hợp hóa hữu cơ, để tổng hợp anđehit. Nó thường dùng với phức đioxan của cation natri, dung môi đioxan này còn được biết dưới tên thuốc thử Collman. Anion tetracacbonylferrat có dạng tứ diện.

## Tổng hợp
Thuốc thử đã được báo cáo bởi Cooke vào năm 1970. Phản ứng tổng hợp gần đây là phản ứng khử sắt pentacacbonyl trong tetrahydrofuran bởi natri naphthenua. Hiệu suất của phản ứng phụ thuộc vào chất lượng của sắt pentacacbonyl.
Fe(CO)5 + 2Na → Na2Fe(CO)4 + CO↑
Nếu thiếu natri sẽ xảy ra phản ứng tạo thành natri octacacbonylđiferrat:
2Fe(CO)5 + 2Na → Na2Fe2(CO)8 + 2CO↑
Một số chất khử khác cũng được sử dụng như FeCl3 để tạo thuốc thử Collman:
FeCl3 + NaC10H8 + 4CO + THF + Na → Na2Fe(CO)4

## Các phản ứng
Chất này được mô tả đầu tiên cho phản ứng chuyển đổi ankyl bromide bậc một, RBr, thành anđehit tương ứng theo phản ứng 2 bước:
Na2Fe(CO)4 + RBr → NaRFe(CO)4 + NaBr
Dung dịch này sau đó được xử lý liên tục với PPh3 và axit axetic để thu được anđehit, RCHO.
Natri tetracacbonylferrat có thể dùng để biến đổi chloride axit thành anđehit. Về khám phá của Cooke, một phức sắt axyl trải qua quá trình chuyển proton thành anđehit.
Na2Fe(CO)4 + RCOCl → NaRC(O)Fe(CO)4 + NaCl
NaRC(O)Fe(CO)4 + HCl → RCHO + "Fe(CO)4" + NaCl
Natri tetracacbonylferrat phản ứng với ankyl halide (RX) để tạo phức ankyl:
Na2Fe(CO)4 + RX → NaRFe(CO)4 + NaX
Các sắt ankyl trên có thể biến đổi thành các axit carboxylic và các halide axit tương ứng:
NaRFe(CO)4 + O2, H+ → RCO2H + Fe...
NaRFe(CO)4 + X2 → RC(O)X + FeX2 + 3CO↑ + NaCl
Một điều chú ý của các phương pháp trên đây là giá thành rẻ của sắt pentacacbonyl cũng như các quá trình điều chế cũng tương đối "xanh" vì các phụ phẩm là các gốc của sắt.